# Zwinger (Bad Neustadt an der Saale)

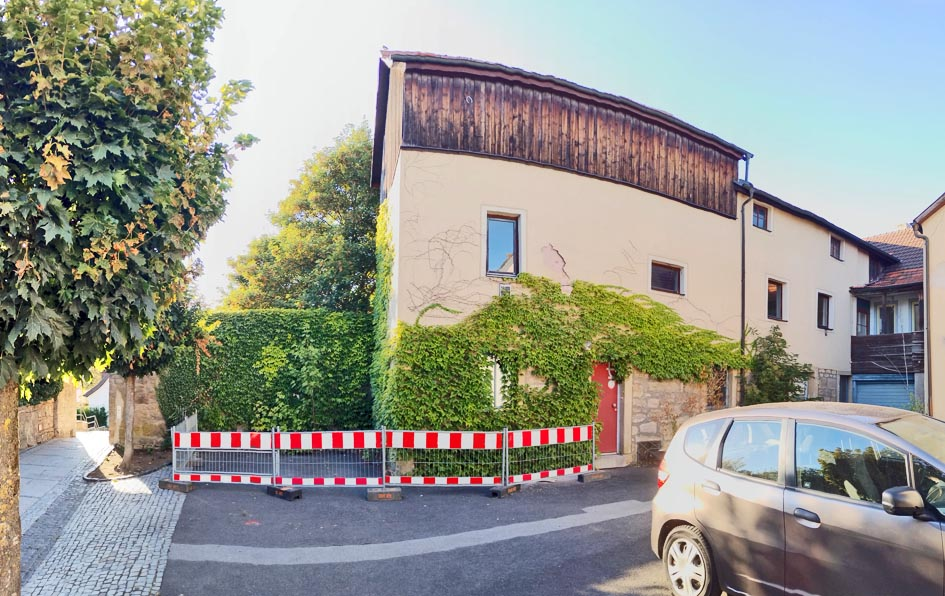
Gebäude der ehemaligen Zwingerbräu in Bad Neustadt

Der Zwinger in Bad Neustadt an der Saale war ein Teil der Stadtmauer. Seine Existenz ist lediglich ein Teil der traditionellen Überlieferung. Eine bis in die 1940er Jahre auf dem Gebiet des Zwingers bestehende Brauerei trug ihren Namen. 

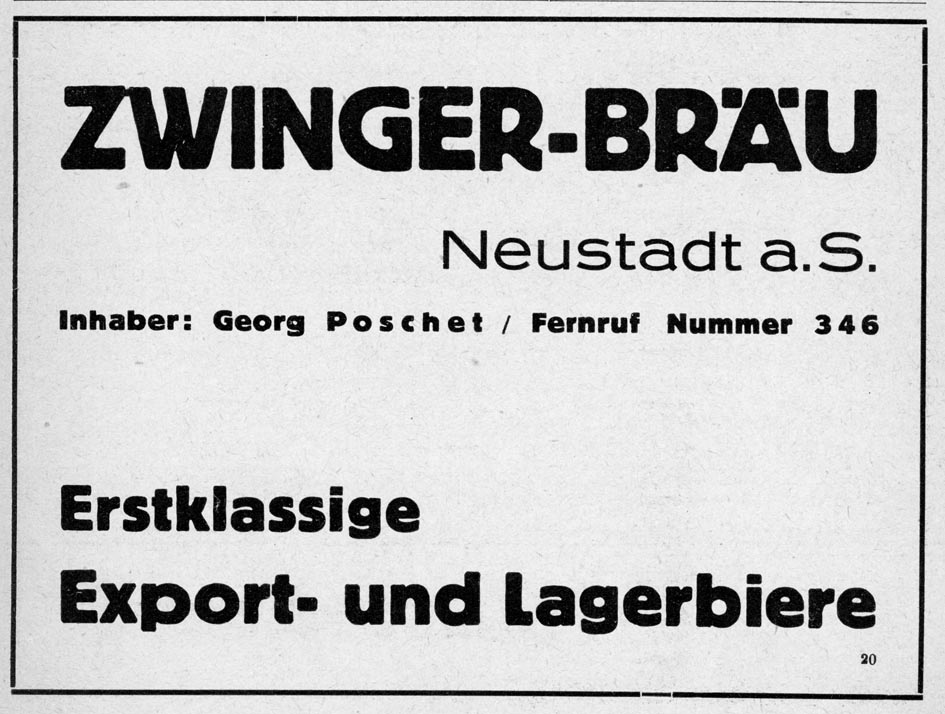
Anzeige vom Zwinger-Bräu 1932

 Eine vom Bayernviewer online bereitgestellte Karte aus der Mitte des 19. Jahrhunderts stellt den Bereich zwischen Zwingerbräu und Gaboldspforte als Grünanlage dar. Auffallend ist die Häufung an Bastionen im Bereich des Zwingers (vgl. Modell).

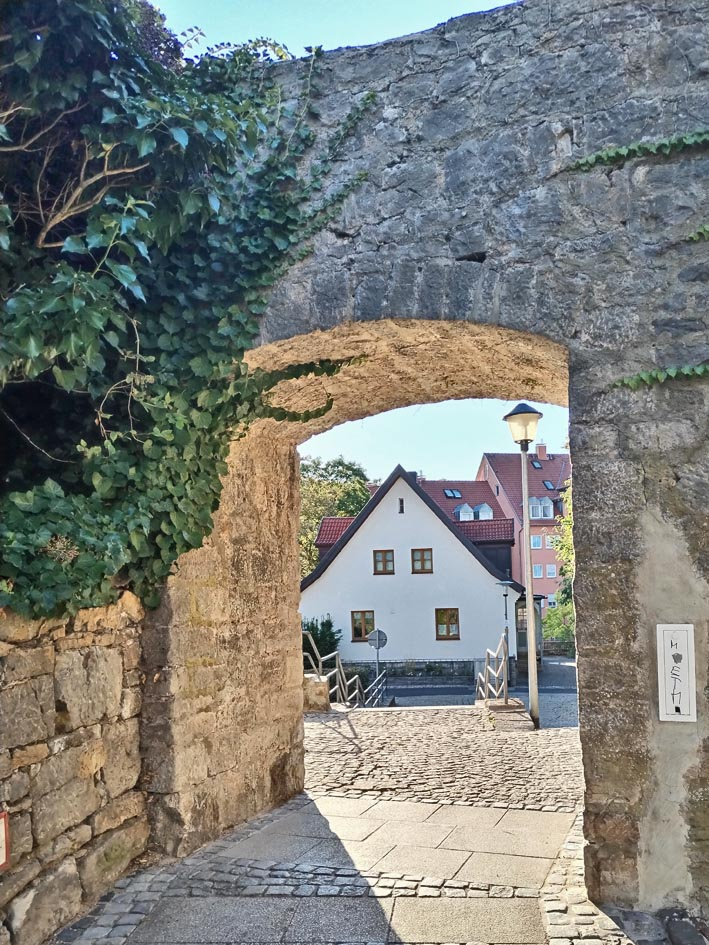
Die Gaboldspforte in Bad Neustadt

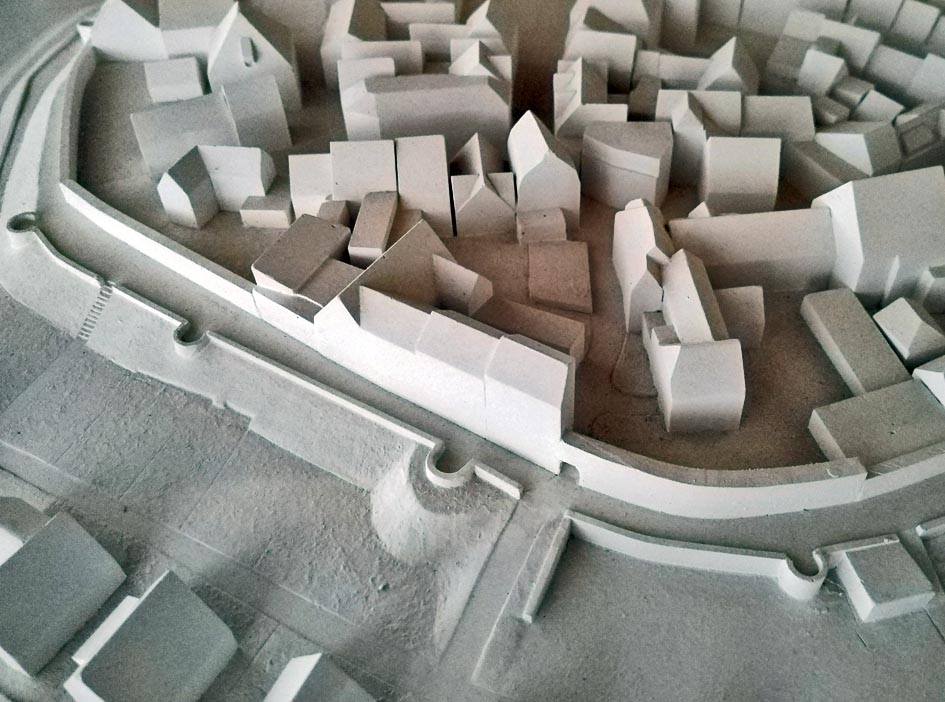
Modell des Zwingers (Stand 1978)